# Dirhininae
Die Dirhininae bilden eine Unterfamilie der Erzwespenfamilie Chalcididae.

## Taxonomie
Das Taxon geht auf den US-amerikanischen Entomologen William Harris Ashmead zurück, der im Jahr 1904 die Tribus Dirhinini einführte. Später wurde das Taxon zu einer Unterfamilie erhoben und umfasste auch die Tribus Epitranini. Letztere wurde später ausgegliedert und selbst in den Rang einer Unterfamilie erhoben.

## Merkmale
Die hinteren Coxae der Dirhininae sind auffällig vergrößert und verlängert und haben einen runden Schnitt. Die hinteren Femora sind vergrößert und an der Unterseite mit einer Zahnreihe versehen. Der Scheitelpunkt des Kopfs geht nach vorne, seitlich der Fühlerfurchen, in zwei hervorstehende Hörner über.

## Verbreitung
Die Dirhininae sind weltweit vertreten.

## Lebensweise
Die Dirhininae sind parasitisch lebende Hautflügler. Zu ihren Wirten gehören Zweiflügler aus den Familien Calliphoridae, Muscidae, Sarcophagidae, Tachinidae und Tephritidae, verschiedene Schmetterlinge, aber auch Feldheuschrecken.

## Innere Systematik
Die Dirhininae umfassen folgende Gattungen:
- Aplorhinus Masi, 1924 – 1 Art (A. bakeri); Borneo
- Dirhinus Dalman, 1818 – 70 Arten; weltweit[3]
- Pseudeniaca Masi, 1936 – 3 Arten; Afrotropis
- Youngaia Boucek, 1974 – 1 Art (Y. spinosa); Ghana